# گالانتامین
گالانتامین (به انگلیسی: Galantamine) یک ترکیب شیمیایی است که برای درمان اختلالات شناختی در بیماری‌هایی مانند آلزایمر خفیف و متوسط، دمانس، HAND و سایر اختلالات حافظه استفاده می‌شود. گالانتامین یک آلکالوئید است که از پیازها و گلهای گل برفی معمولی، گل برفی قفقازی، گالانتوس ورنووی و برخی دیگر از اعضای خانواده نرگسیان، مانند گل نرگس و یا به صورت مصنوعی تولید می‌شود. داروهای در بر دارنده گالانتامین با نام‌های تجاری نیوالین، رازادین و رامینیل تولید می‌شوند.

## موارد مصرف
در ایالات متحده، این دارو توسط سازمان غذا و دارو به عنوان ایمن و مؤثر برای درمان زوال عقل خفیف تا متوسط تأیید شده اما مانند دیگر مهار کننده‌های کولین استراز، گالانتامین ممکن است برای درمان اختلالات خفیف شناختی مؤثر نباشد.

### آلزایمر
بیماری آلزایمر با اختلال در عملکرد کولینرژیک مشخص می‌شود. یک فرضیه این است که این عملکرد به شکل‌گیری اختلالات شناختی ناشی از این بیماری کمک می‌کند. گالانتامین، استیل کولین استراز را که وظیفه هیدرولیز استیل کولین را بر عهده دارد، مهار می‌کند؛ در نتیجهٔ مهار این آنزیم، گالانتامین دسترسی استیل کولین را برای انتقال پیام‌های سیناپسی افزایش می‌دهد. همچنین گالانتامین به محل‌های آلوستریک گیرنده‌های نیکوتینی متصل شده، سبب تغییر شکل این گیرنده‌ها، تعدیل آلوستریک و افزایش پاسخ گیرنده نیکوتینی به استیل کولین می‌شود. فعال شدن گیرنده‌های نیکوتینی پیش سیناپسی، انتشار استیل کولین را افزایش می‌دهد و دسترسی به استیل کولین را بیشتر می‌کند. مهار رقابتی گالانتامین از استیل کولین استراز و تعدیل نیکوتینی آلوستریک به عنوان یک مکانیسم دوگانه عمل می‌کند.
برای کاهش عوارض جانبی منفی مرتبط با گالانتامین، مانند تهوع و استفراغ، ممکن است از طرح افزایش دوز استفاده شود. انجام طرح افزایش دوز در کشورهای مصرف کننده گالانتامین به خوبی پذیرفته شده‌است. تجویز اولیه در این طرح برای درمان آلزایمر، دو دوز ۴ میلی‌گرمی (غالب اوقات به صورت دو قرص، در مجموع ۸ میلی‌گرم) در روز است. پس از حداقل ۴ هفته، تجویز ممکن است به دو دوز ۸ میلی‌گرمی در روز (۱۶ میلی‌گرم روزانه) افزایش یابد. مرحله سوم طرح نیز پس از حداقل ۴ هفته ممکن است به دو دوز ۱۲ میلی‌گرمی (۲۴ میلی‌گرم روزانه) افزایش یابد. افزایش دوزها بر اساس ارزیابی مزایای بالینی و همچنین تحمل دریافت بدنی صورت می‌گیرد. اگر درمان بیش از سه روز متوقف شود، معمولاً طرح باید از ابتدا شروع شود و دوباره به آخرین دوز افزایش یابد.

### عرضه دارو
این محصول تنها در صورت تجویز و به صورت قرص، کپسول و یا شربت عرضه و مصرف می‌شود.